# Хадрес
Хадрес (нем. Hadres) — ярмарочная коммуна (нем. Marktgemeinde) в Австрии, в федеральной земле Нижняя Австрия. 
Входит в состав округа Холлабрун.  Население составляет 1700 человек (на 31 декабря 2005 года). Занимает площадь 34,5 км². Официальный код  —  31015.

## Политическая ситуация
Бургомистр коммуны — Карл Вебер (АНП) по результатам выборов 2005 года.
Совет представителей коммуны (нем. Gemeinderat) состоит из 19 мест.
- АНП занимает 14 мест.
- СДПА занимает 4 места.
- АПС занимает 1 место.